# Adam Russo
Pour les articles homonymes, voir Russo.
Adam Russo (né le 12 avril 1983 à Montréal, dans la province de Québec au Canada) est un gardien de but professionnel canado-italien de hockey sur glace.

## Carrière de joueur
En 2000, Adam Russo commence sa carrière dans la Ligue de hockey junior majeur du Québec en division Atlantique avec le Titan d'Acadie-Bathurst. Il est sélectionné dans l'équipe d'étoiles des recrues, qui récompense les meilleurs jeunes joueurs de la saison. Il est convié en août 2001 au camp d'entrainement des Canadiens de Montréal. Durant sa saison 2002-2003, il obtient le record de blanchissages avec 7 matchs sans but prit. Il remporte grâce à la meilleure moyenne du championnat avec seulement 2,41 buts encaissés par match, le trophée Jacques-Plante, qui récompense le meilleur gardien de la LHJMQ. Il est sélectionné pour être le premier gardien de l'équipe d'étoiles de la Ligue canadienne de hockey, regroupant la LHJMQ, la OHL (Ligue de  Hockey de l'Ontario) et la LHOu. Russo grâce à 9 blanchissages durant les séries éliminatoires de 2004, détient le nouveau record encore inégalé de la QMJHL.
De 2004 à 2008, il évolue en série A italienne, l’élite du hockey italien et a joué avec les clubs d’Asiago, Alleghe, Torino, Merano et Bolzano. En 2008 avec le Hc Bolzano, Russo encaisse seulement 1,98 but en moyenne par match (92,8 % d'arrêts) et remporte avec son équipe le titre de champion d'Italie (3 matchs à 1 contre Ritten Sport en finale de la série éliminatoire).
Nouvelle concrétisation pour Adam Russo, il est sélectionné dans l’équipe italienne pour les championnats du monde élite au Canada en 2008 et se fait remarquer par Bob Millette qui le fait signer pour rejoindre les rangs de l'ASG Tours. Il est choisi comme gardien dans l'équipe étoile de joueurs étrangers évoluant en Magnus.
En 2009, il est de nouveau sélectionné dans l'équipe d'Italie pour participer aux championnats du monde de première division à Toruń, Pologne et fini premier du groupe B, ce qui permet à son pays de retrouver l'élite du hockey mondial.
Il est membre de l'équipe d'Italie et a participé aux championnats du monde de première division en 2009 à Toruń, Pologne.
Après avoir joué dans la Ligue centrale de hockey avec les Mallards de Quad City, le Thunder de Wichita et les Sundogs de l'Arizona, il signe le 28 août 2013 un contrat à titre d'agent libre avec les Braves de Valleyfield de la Ligue nord-américaine de hockey. Le 4 janvier 2013 il est échangé en compagnie d'Alexandre Carignan aux Éperviers de Sorel-Tracy.

## Statistiques
| Saison    | Équipe                         | Ligue        |    | Saison régulière | Saison régulière | Saison régulière | Saison régulière | Saison régulière | Saison régulière | Saison régulière | Saison régulière | Saison régulière | Saison régulière |    | Séries éliminatoires | Séries éliminatoires | Séries éliminatoires | Séries éliminatoires | Séries éliminatoires | Séries éliminatoires | Séries éliminatoires | Séries éliminatoires | Séries éliminatoires |
| Saison    | Équipe                         | Ligue        | PJ | V                | D                | Pr/N             | Min              | BC               | Moy              | % Arr            | Bl               | Pun              | PJ               | V  | D                    | Min                  | BC                   | Moy                  | % Arr                | Bl                   | Pun                  |                      |                      |
| 2000-2001 | Titan d'Acadie-Bathurst        | LHJMQ        | 35 | 15               | 13               | 2                | 1807             | 98               | 3,25             | 89,1 %           | 1                | 17               | 19               | 11 | 5                    | 1082                 | 45                   | 2,50                 | 90,0 %               | 3                    | 0                    |                      |                      |
| 2001-2002 | Titan d'Acadie-Bathurst        | LHJMQ        | 61 | 41               | 16               | 1                | 3346             | 159              | 2,85             | 89,9 %           | 4                | 48               | 16               | 10 | 6                    | 906                  | 33                   | 2,19                 | 92,7 %               | 3                    | 0                    |                      |                      |
| 2002-2003 | Titan d'Acadie-Bathurst        | LHJMQ        | 61 | 38               | 18               | 3                | 3508             | 141              | 2,41             | 91,8 %           | 7                | 6                | 11               | 7  | 4                    | 693                  | 29                   | 2,51                 | 91,9 %               | 3                    | 2                    |                      |                      |
| 2003-2004 | Titan d'Acadie-Bathurst        | LHJMQ        | 53 | 16               | 30               | 1                | 2488             | 164              | 3,95             | 88,7 %           | 1                | 21               | -                | -  | -                    | -                    | -                    | -                    | -                    | -                    | -                    |                      |                      |
| 2004-2005 | Asiago                         | Série A      | 7  |                  |                  |                  | 380              | 26               | 4,11             | 88,9 %           | 0                | 0                |                  |    |                      |                      |                      |                      |                      |                      |                      |                      |                      |
| 2004-2005 | HC Alleghe                     | Série A      | 9  |                  |                  |                  | 539              | 36               | 4,01             | 88,9 %           | 0                | 0                |                  |    |                      |                      |                      |                      |                      |                      |                      |                      |                      |
| 2005-2006 | HC Torino                      | Série A2     | 14 |                  |                  |                  |                  |                  | 4,36             | 87,0 %           |                  | 2                |                  |    |                      |                      |                      |                      |                      |                      |                      |                      |                      |
| 2005-2006 | Aigles de Saint-Jean           | LHSPAA       | 5  | 4                | 0                | 0                | 250              | 11               | 2,64             | 91,7 %           | 0                | 0                | 5                | 1  | 4                    | 260                  | 19                   | 4,39                 | 82,7 %               | 0                    | 2                    |                      |                      |
| 2005-2006 | Cristal de Saint-Hyacinthe     | LNAH         | 5  | 0                | 1                | 0                | 152              | 16               | 6,33             | 81,2 %           | 0                | 0                | -                | -  | -                    | -                    | -                    | -                    | -                    | -                    | -                    |                      |                      |
| 2006-2007 | HC Merano                      | Série A2     | 19 |                  |                  |                  |                  |                  | 2,25             | 92,7 %           |                  |                  | 11               |    |                      |                      |                      | 2,09                 | 94,0 %               |                      |                      |                      |                      |
| 2007-2008 | HC Merano                      | Série A2     | 15 |                  |                  |                  |                  |                  | 3,91             | 90,1 %           |                  | 0                | -                | -  | -                    | -                    | -                    | -                    | -                    | -                    | -                    |                      |                      |
| 2007-2008 | HC Bolzano                     | Série A      | 10 |                  |                  |                  | 393              | 13               | 1,98             | 92,8 %           | 2                | 0                | 1                |    |                      |                      |                      |                      |                      |                      |                      |                      |                      |
| 2008-2009 | Diables noirs de Tours         | Ligue Magnus | 26 |                  |                  |                  | 1494             |                  | 4,17             |                  | 2                | 41               | 2                | 0  | 2                    |                      |                      | 3,53                 |                      |                      |                      |                      |                      |
| 2009-2010 | IceHawks de Port Huron         | LIH          | 44 | 23               | 14               | 3                | 2430             | 114              | 2,81             | 90,8 %           | 1                | 0                | -                | -  | -                    | -                    | -                    | -                    | -                    | -                    | -                    |                      |                      |
| 2010-2011 | SG Cortina                     | Série A      | 8  | 0                | 8                | 0                | 467              | 22               | 2,82             | 92,0 %           | 0                | 0                | -                | -  | -                    | -                    | -                    | -                    | -                    | -                    | -                    |                      |                      |
| 2010-2011 | Mallards de Quad City          | LCH          | 29 | 15               | 13               | 0                | 1622             | 78               | 2,88             | 91,9 %           | 1                | 6                | -                | -  | -                    | -                    | -                    | -                    | -                    | -                    | -                    |                      |                      |
| 2011-2012 | Thunder de Wichita             | LCH          | 42 | 27               | 11               | 3                | 2486             | 108              | 2,61             | 91,0 %           | 3                | 4                | 13               | 8  | 5                    | 699                  | 28                   | 2,40                 | 90,7 %               | 0                    | 0                    |                      |                      |
| 2012-2013 | Sundogs de l'Arizona           | LCH          | 37 | 17               | 11               | 6                | 2148             | 91               | 2,54             | 91,2 %           | 1                | 0                | 1                | 0  | 1                    | 63                   | 4                    | 3,80                 | 85,7 %               | 0                    | 0                    |                      |                      |
| 2013-2014 | Braves de Valleyfield / Laval  | LNAH         | 14 | 4                | 7                | 2                | 756              | 53               | 4,20             | 89,3 %           | 0                | 6                | -                | -  | -                    | -                    | -                    | -                    | -                    | -                    | -                    |                      |                      |
| 2013-2014 | Éperviers de Sorel-Tracy       | LNAH         | 15 | 6                | 4                | 4                | 779              | 33               | 2,54             | 91,0 %           | 0                | 0                | 10               | 5  | 5                    | 599                  | 27                   | 2,71                 | 90,3 %               | 1                    | 10                   |                      |                      |
| 2014-2015 | Éperviers de Sorel-Tracy       | LNAH         | 24 |                  |                  |                  |                  |                  | 3,30             | 89,3 %           |                  |                  | 14               |    |                      |                      |                      | 2,68                 | 90,9%                |                      |                      |                      |                      |
| 2015-2016 | Prédateurs de Laval            | LNAH         | 24 |                  |                  |                  |                  |                  | 3,28             | 90,5 %           |                  |                  | 13               |    |                      |                      |                      | 3,03                 | 91,8%                |                      |                      |                      |                      |
| 2016-2017 | Prédateurs de Laval            | LNAH         | 30 |                  |                  |                  |                  |                  | 3,87             | 89,2 %           |                  |                  | 6                |    |                      |                      |                      | 2,97                 | 92,7%                |                      |                      |                      |                      |
| 2017-2018 | Cool FM 103,5 de Saint-Georges | LNAH         | 29 |                  |                  |                  |                  |                  | 3,29             | 91,1 %           |                  |                  | 9                |    |                      |                      |                      | 3,28                 | 91,7%                |                      |                      |                      |                      |
| 2018-2019 | Cool FM 103,5 de Saint-Georges | LNAH         | 31 |                  |                  |                  |                  |                  | 3,61             | 90,1 %           |                  |                  | 9                |    |                      |                      |                      | 3,05                 | 92,5%                |                      |                      |                      |                      |
| 2019-2020 | Cool FM 103,5 de Saint-Georges | LNAH         | 22 |                  |                  |                  |                  |                  | 3,64             | 89,7 %           |                  |                  | -                | -  | -                    | -                    | -                    | -                    | -                    | -                    | -                    |                      |                      |

### En équipe nationale
| Édition | Équipe | Compétition               |   | PJ | Min | BC   | Moy  | % Arr | Bl | Pun                         |  | Résultats |
| 2009    | Italie | Qualifications olympiques | 1 | 60 | 1   | 1,00 | 96,2 | 0     | 0  | 3e du Groupe F              |  |           |
| 2009    | Italie | Championnat du monde      | 1 | 60 | 2   | 2,00 | 94,4 | 0     | 2  | 1er de Division I, Groupe B |  |           |
| 2010    | Italie | Championnat du monde      | 2 | 99 | 5   | 4,83 | 88,2 | 0     | 0  | Quinzième                   |  |           |

## Trophées et honneurs personnels
- Ligue canadienne de hockey
  - 2002 Prix Printemps (LHJMQ - décerné au gardien qui a été le plus utile à son équipe en séries éliminatoires)
  - 2002 Prix Duo (LHJMQ - décerné au gardien qui a terminé au premier rang du classement GardieManie en séries éliminatoires)
  - 2002 Gardien de l'année (LHJMQ - décerné au gardien qui a été le meilleur saison et séries confondu)
  - 2003 Prix Gardimanie (LHJMQ - décerné au gardien qui a été le plus utile à son équipe en saison régulière)
  - 2003 Prix Metronome (LHJMQ - décerné au gardien qui s’est démarqué en raison de sa grande constance tout au long de la saison)
  - 2003 Prix Saison (LHJMQ - décerné au gardien qui a terminé au premier rang du classement GardieManie en saison régulière)
  - 2003 Prix Québec (LHJMQ - décerné au gardien québécois qui a été le plus utile à son équipe en saison régulière)
  - 2003 Trophée Jacques-Plante (LHJMQ - décerné au gardien qui a été le meilleur saison et séries confondu)
- Série A
  - 2008 Champion d'Italie avec le HC Bolzano Foxes
- Ligue Magnus
  - 2009 Sélectionné dans l'équipe étoile des joueurs étrangers
- Championnat du monde 2009, première division
  - 2009 Champion du monde de première division avec l'équipe d'Italie (vainqueur groupe B)